# Чесюнас, Владас Адольфович
Владас Адольфович Чесюнас (лит. Vladas Česiūnas; 15 марта 1940, Вишнелаускис, Ионавское районное самоуправление — 16 января 2023) — советский гребец на каноэ, олимпийский чемпион 1972 года, 4-кратный чемпион мира. Заслуженный мастер спорта СССР (1972).

## Спортивная карьера
- Олимпийский чемпион 1972 года в каноэ-двойке с Юрием Лобановым на дистанции 1000 м[5]
- Чемпион мира в каноэ-двойке 1973 (10 000 м), 1974 (1000 м и 10 000 м), 1975 (10 000 м)
- Серебряный призёр чемпионата мира в каноэ-двойке 1973 (1000 м)
- Бронзовый призёр чемпионата мира в каноэ-одиночке 1971 (1000 м)
- Многократный чемпион СССР

## Биография
В 1979 году в ходе чемпионата мира по гребле на байдарках и каноэ в Дуйсбурге попросил политического убежища, но вскоре после этого неожиданно вернулся в СССР. По одной из версий он был похищен агентами КГБ и возвращен в СССР, по другой — вернулся добровольно.
В 1980 году окончил Литовский институт физкультуры. В 1979—2003 годах работал в качестве тренера.

## Награды
Кавалер ордена «Знак Почёта» (1972). После распада Советского Союза награждён литовскими государственными наградами орденом Креста Витиса («Крест-рыцарь») и медалью «В память 13 января».